# Билу (национальный парк)
Билу (англ. Beelu National Park) — национальный парк в штате Западная Австралия (Австралия).

## Описание
Парк под названием Мандаринг был основан в 1995 году. Площадь — 46,17 км². В 2008 году в знак уважения к коренным жителям этих мест он был переименован в Билу: на языке нуна это слово означает «река, поток». Он расположен чуть южнее города Мандаринг. Попасть в парк можно по автодороге Mundaring Weir. Через парк протекает река Хелина, образующая здесь водохранилище CY O’Connor (плотина и посёлок Мандаринг-Уэйр). В парке во множестве произрастают растения эвкалипт окаймляющий, Eucalyptus wandoo, Corymbia calophylla, Banksia grandis, Banksia armata, Grevillea wilsonii, Leucopogon verticillatus, несколько видов замий, казуариновых и ксанторрей. Из животных много эму.

## Галерея

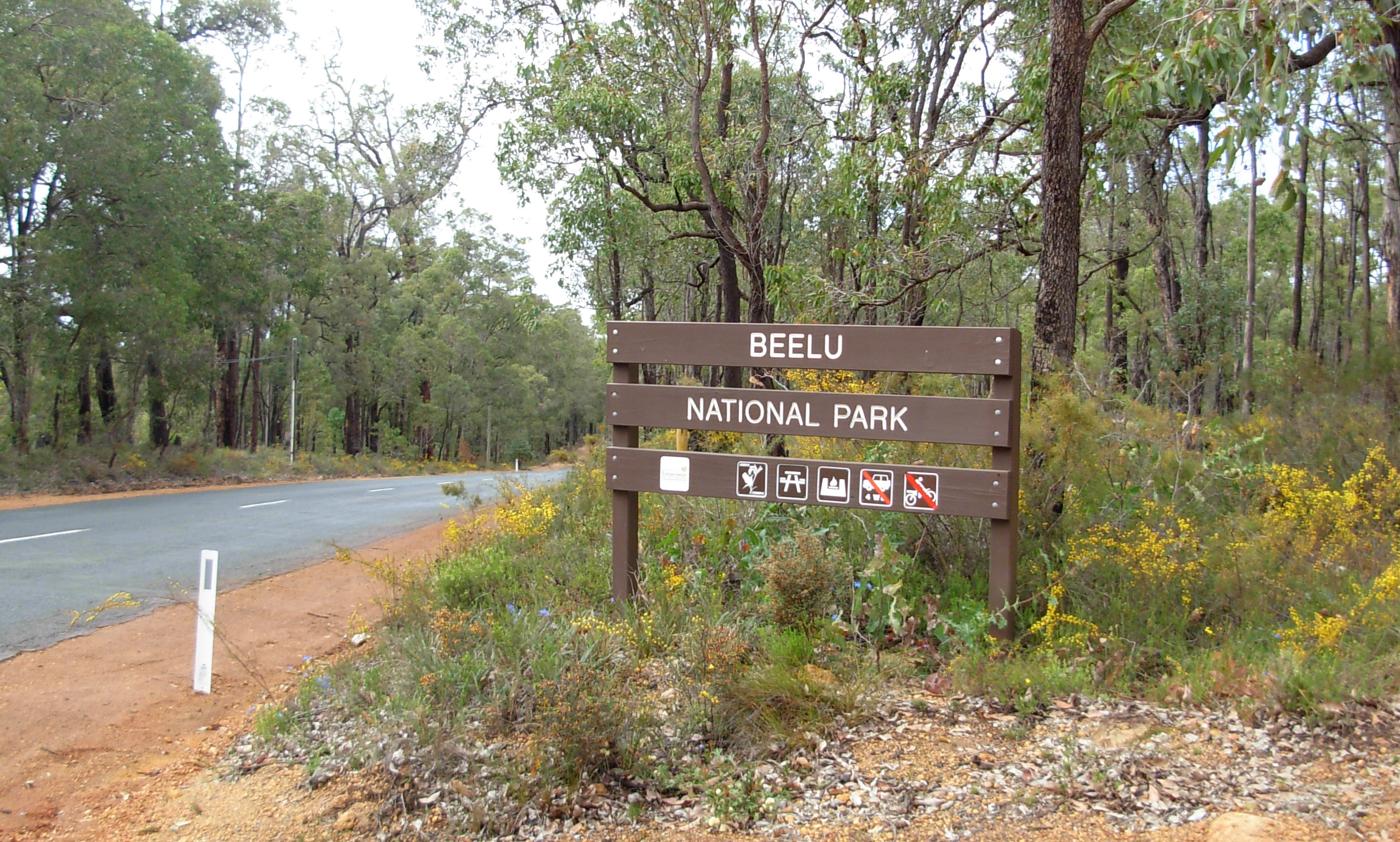
Въезд в парк по Mundaring Weir Road
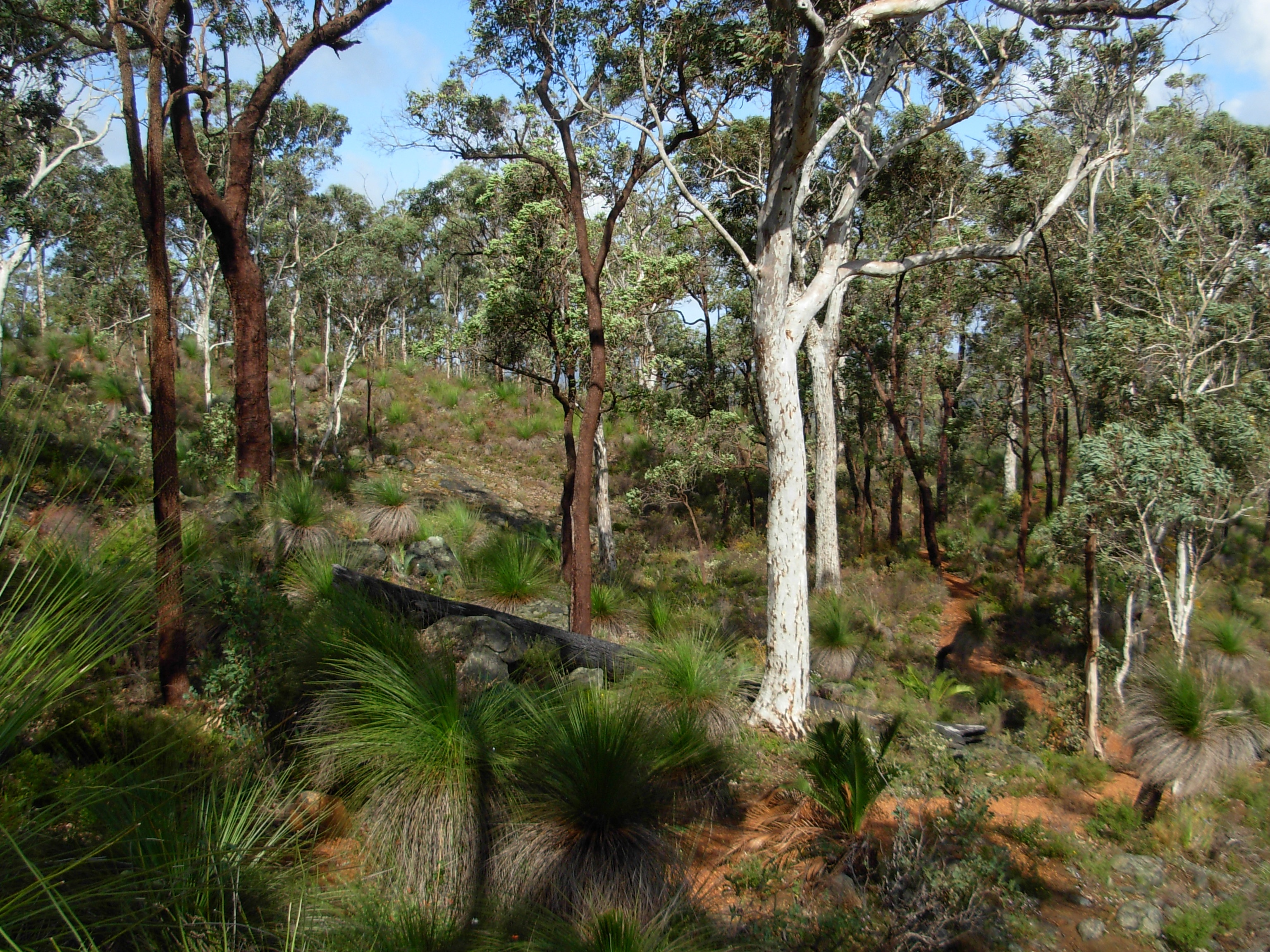
Берег реки Хелина[англ.]